# Erozja wsteczna
Erozja wsteczna – rodzaj erozji prowadzący do cofania się progów w korycie rzecznym i rozcinania zamknięcia doliny, a przez to najczęściej do wydłużania doliny w górę rzeki.
Zachodzi w progach rzeki oraz strefie występowania źródła, gdzie pod wpływem spłukiwania powierzchniowego, skierowanego ku niszy źródliskowej oraz wypłukiwania i rozpuszczania utworów podłoża, zagłębienie przekształca się w lej źródliskowy. Cofanie się źródeł rzeki w kierunku działu wodnego może doprowadzić do przejęcia początkowego odcinka innej rzeki (tzw. kaptaż).
Efekty erozji wstecznej: łączenie się dwóch cieków wodnych w odcinkach źródliskowych (kaptaż), wyrównywanie się brzegów rzeki i "cofanie się" wodospadów, powstawanie kotłów eworsyjnych. Wypływ wód powoduje powiększanie otworu źródła i przyśpiesza procesy stokowe. Materiał powstały wskutek procesów wynoszą wypływające wody, a źródło, ściany niszy i leja się cofają. Następuje wydłużenie koryta potoku.